# Universidad de San Carlos de Guatemala
Universidad de San Carlos de Guatemala, în română Universitatea San Carlos din Guatemala, sau, pe scurt, USAC, este una din primele universități fondate în cele două Americi. Este considerată ca fiind cea mai prestigioasă intituție de învățământ superior din Guatemala.
A fost declarată oficial universitate în ziua de 31 ianuarie 1676 prin decret regal al regelui Charles II al Spaniei. Anterior, instituția de învățământ fusese cunoscută ca Școala Sfântului Toma, în original Escuela de Santo Tomás, fiind fondată în 1562 de către preotul Francisco Marroquín. Universitatea a dobândit statutul de recunoaștere internațională prin decretul papal al papei Inocențiu al XI-lea în 18 iunie 1687.
In the early years, in the from the XV to the XIX centuries it offered studies in civil and liturgical Law, theology, philosophy, medicine and Indian languages. In the XX century it produced some of the best writers in Guatemalan  Literature, including the Nobel Prize in Literature, Miguel Angel Asturias, in 1966.
During the Repression years (1962-1996) and what some call the Guatemalan Civil War (early 1960s to 1995), the University was at the forefront of the fight of the people against military dictatorship.  As a university it was open to all ideologies, including communist socialist, and others.
Contemporarily, the University offers courses in practically all areas of science and humanistic studies, both at the undergraduate and graduate levels. There are several USAC extensions in all the major cities of the Country. It is considered one of the best public universities in Central America.